# Podgrzybek grubosiatkowany

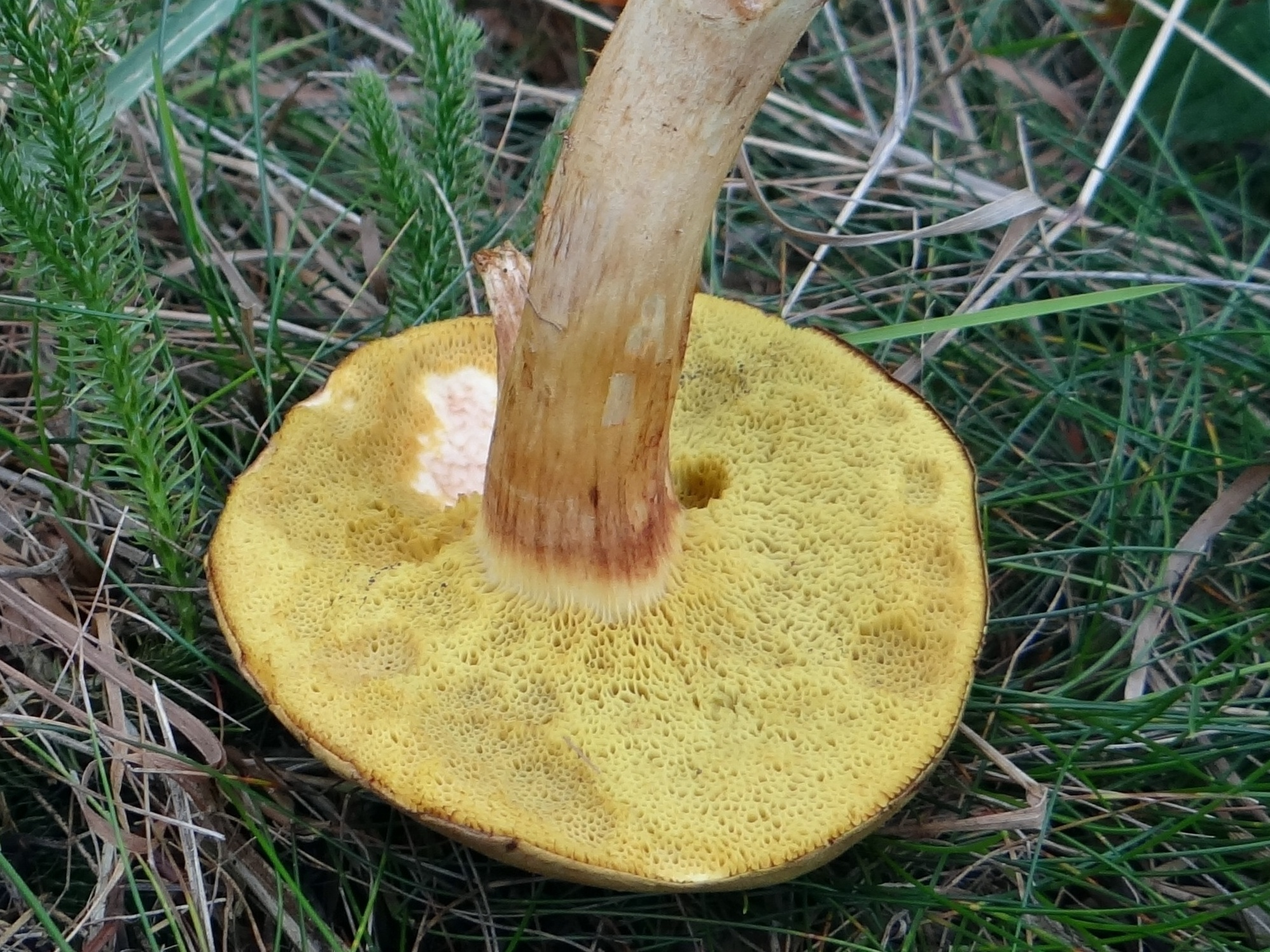

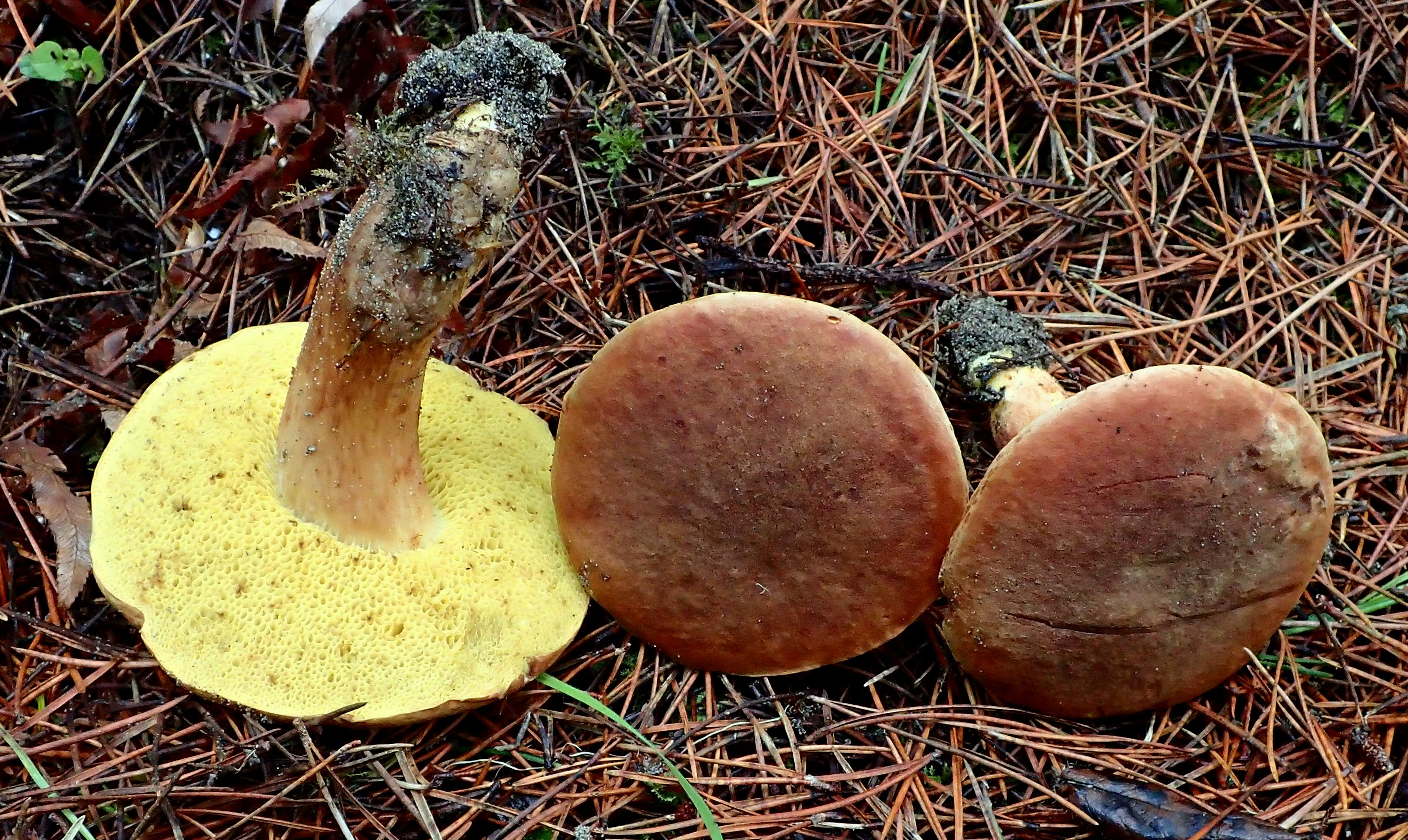

Podgrzybek grubosiatkowany, podgrzybek żeberkowany (Xerocomus ferrugineus (Schaeff.) Alessio) – gatunek grzybów z rodziny borowikowatych (Boletaceae).

## Systematyka i nazewnictwo
Pozycja w klasyfikacji według Index Fungorum: Xerocomus, Boletaceae, Boletales, Agaricomycetidae, Agaricomycetes, Agaricomycotina, Basidiomycota, Fungi.
Po raz pierwszy zdiagnozował go w 1774 r. Jacob Christian von Schaeffer nadając mu nazwę Boletus ferrugineus. Obecną, uznaną przez Index Fungorum nazwę nadał mu Carlo Luciano Alessio w 1985 r.
Niektóre synonimy nazwy naukowej:

- Boletus spadiceus Schaeff. 1763
- Boletus ferrugineus Schaeff. 1774
- Boletus spadiceus Schaeff. ex Fr. 1838
- Boletus spadiceus Krombh. 1846
- Boletus variicolor Berk. & Broome [as variecolor] 1865
- Boletus subtomentosus var. spadiceus (Schaeff. ex Fr.) Cooke & Quél. 1878
- Versipellis spadicea (Schaeff. ex Fr.) Quél. 1886
- Xerocomus spadiceus (Schaeff. ex Fr.) Quél. 1888
- Suillus spadiceus (Schaeff. ex Fr.) Kuntze 1898
- Suillus variicolor (Berk. & Broome) Kuntze 1898
- Boletus citrinovirens Watling 1969
- Boletus spadiceus var. gracilis A.H. Sm. & Thiers 1971
- Boletus spadiceus var. rufobrunneus Thiers 1975
- Boletus spadiceus var. furcatus T.J. Baroni, Largent & Thiers 1976
- Xerocomus subtomentosus var. ferrugineus (Schaeff.) Krieglst. 1991
- Xerocomus subtomentosus var. variicolor (Berk. & Broome) H. Engel & E. Ludw.
- Xerocomus spadiceus var. gracilis (A.H. Sm. & Thiers) L.D. Gómez 1997
- Xerocomus ferrugineus f. variicolor (Berk. & Broome) Klofac[2].

Nazwa polska podgrzybek żeberkowany pojawiła się w 1993 r. w opracowaniu Alicji Borowskiej, Edmunda Garnweidnera i Aliny Skirgiełło. W polskim piśmiennictwie mykologicznym gatunek ten opisywany też był jako grzyb kasztanowaty i podgrzybek zajączek odmiana grubosiatkowana. W niektórych atlasach grzybów opisywany jest jako podgrzybek żeberkowaty. W 2021 Komisja ds. Polskiego Nazewnictwa Grzybów Polskiego Towarzystwa Mykologicznego zarekomendowała używanie nazwy podgrzybek grubosiatkowany.

## Morfologia
Kapelusz
Średnica 3–10 cm, u młodych okazów półkulisty, później staje się łukowaty, na koniec płaski i nieco wgłębiony na środku. Skórka pilśniowa, sucha i jednolicie ubarwiona na kolor żółtawooliwkowy, oliwkowobrązowy, czerwonobrązowy do ciemnobrązowego. Uszkodzone miejsca zmieniają barwę na czerwonobrązową.
Rurki
U młodych okazów intensywnie żółte lub złotożółte a pory okrągłe, później brązowożółte lub żółtozielonkawe, a pory graniaste. Kolor porów taki sam jak rurek.
Trzon
Wysokość 3–10 cm, grubość 0,5–2,5 cm, walcowaty, pełny i zwarty. Skórka gładka w kolorze od kremowego przez jasnobrązowa do bladoczerwonobrązowej. Strzępki grzybni przy podstawie trzonu koloru cytrynowożółtego.
Miąższ
Białawy lub żółtawy o nieokreślonym smaku. Owocniki suche wydzielają nieprzyjemny zapach moczu.
Gatunki podobne
- podgrzybek zajączek (Boletus subtomentosus). Miewa podobne odmiany barwne, ale jego pory sinieją po uciśnięciu, miąższ po przekrojeniu ma podobny kolor w kapeluszu, ale trzon jest zaróżowiony w dolnej połowie. Posiada on również inny kolor strzępek grzybni – biały[4].
- suchogrzybek oprószony (Xerocomellus pruinatus), ale jego kapelusz nie pęka na poletka, a miejsca uszkodzone i obgryzione przez ślimaki są czerwonobrązowe[4].

## Występowanie i siedlisko
Występuje tylko w Europie. Brak go w Skandynawii, ale jest na Islandii. Rośnie głównie w górskich lasach iglastych oraz pod bukami, szczególnie na glebach piaszczystych.
Grzyb mykoryzowy. Grzyb jadalny.